# Europejski Park Rzeźby
Europejski Park Rzeźby – park rzeźby w Pabianicach. 

## Historia Parku
Park został otwarty 5 czerwca 2011 roku i jest miejscem gdzie wystawa rzeźb artystów pochodzących z różnych stron świata sąsiaduje z polem golfowym. Przez Park przepływa rzeka Dobrzynka. Park jest dostępny dla zwiedzających bezpłatnie.
W 2011 roku w chwili otwarcia Parku znajdywało się w nim 10 rzeźb. Kolejne dzieła sztuki powstają podczas cyklicznych, corocznych plenerów rzeźbiarskich. Pierwszy plener – otwierający Park w 2011 roku – gościł rzeźbiarzy z Mołdawii, Szwecji, Meksyku, Włoch i Polski. Można w nim było zobaczyć dzieła: Hugo Arquimedesa, Alfonso Narvaeza, Iona Zderciuca, Elżbiety Olszewskiej, Georgija Labunina, Iwony Kulągowskiej, Zdzisława Liszewskiego oraz Bastiana Dextera.
W 2012 roku można było obejrzeć w Parku dwie prace Magdaleny Abakanowicz – grupę Mutantów oraz monumentalną Głowę. W dniach 21 maja–2 czerwca 2012 w Europejskim Parku Rzeźby A&A odbył się II Międzynarodowy Plener Rzeźbiarski zatytułowany "Drugie spotkania ze sztuką". Plener ten został objęty patronatem Marszałka województwa łódzkiego. Wzięło w nim udział czterech artystów: Miguel Angel Velit z Peru, Joni Younkins-Herzog z USA, Craig Usher z USA oraz Tomasz Koclęga z Polski. Cztery nowe rzeźby w Parku zostały uroczyście odsłonięte 3 czerwca 2012 roku. 22 maja 2012 w Parku odbył się I Plener Rzeźbiarski dla dzieci uczących się w pabianickich szkołach podstawowych. Jego głównym punktem były warsztaty rzeźbienia z gliny. W kolejnych latach w parku powstały cztery nowe rzeźby Jurija Makowlewa z Ukrainy, Jimmy'ego Dahlberga ze Szwecji, Gennadija - Pisareva i Kaji Kurowskiej z Ukrainy oraz Nicoli Losego z Włoch. Od 15 czerwca 2019 roku w ramach wystawy czasowej można podziwiać "Refleksję" - rzeźbę Tomasza Koclęgi przedstawiającą stylizowaną głowę, zatopioną do połowy w wodzie.

## Rzeźby w Parku
W Parku znajduje się 18 rzeźb:
- Hugo Arquimedes z Meksyku - "Kolumna grzechotnika";
- Alfonso Narvaez z Meksyku - "Jestem wolnym człowiekiem";
- Ion Zderciuc z Mołdawii - "Siedząca kobieta","Wąż";
- Elżbieta Olszewska ze Szwecji - "Fortuna";
- Georgij Labunin z Włoch - "Adam i Ewa", "Flora";
- Iwona Kulągowska z Polski - "Wyjście z matni";
- Zdzisław Liszewski z Polski - "Victoria";
- Bastian Dexter z Polski - "Niedokończona gra";
- Miguel Angel Velit z Peru - "Matematyczna rzeźba";
- Joni Younkins-Herzog z USA - "Gadające tuby";
- Craig Usher z USA - "Fala";
- Tomasz Koclęga z Polski - "Wtulony".
- Jurij Makowlew z Ukrainy - "Majdan"
- Jimmy Dahlberg ze Szwecji - "Nowa Energia"
- Gennadij-Pisarev z Ukrainy - "Agresja"
- Nicola Losego z Włoch - "Kobieta"

## Galeria

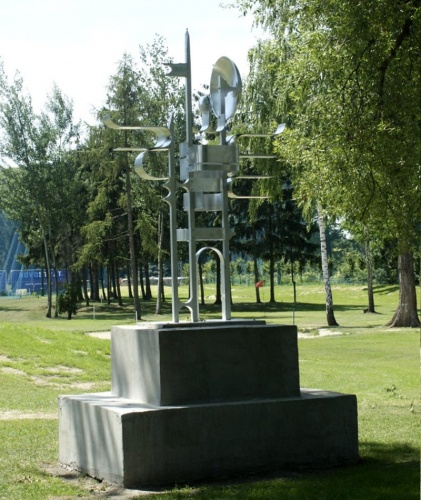
Zdzisław Liszewski "Victoria"
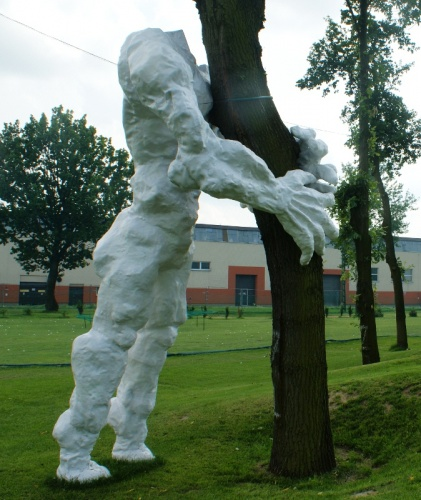
Tomasz Koclęga "Wtulony"
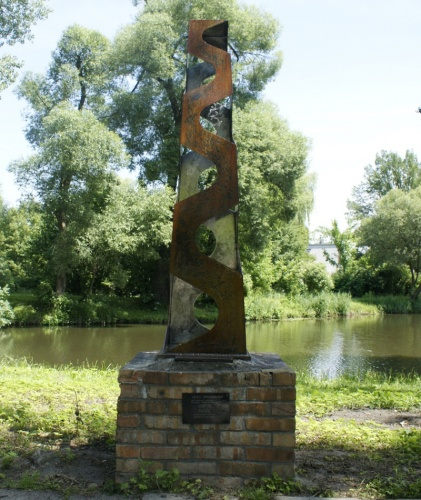
Hugo Arquimedes "Kolumna grzechotnika"
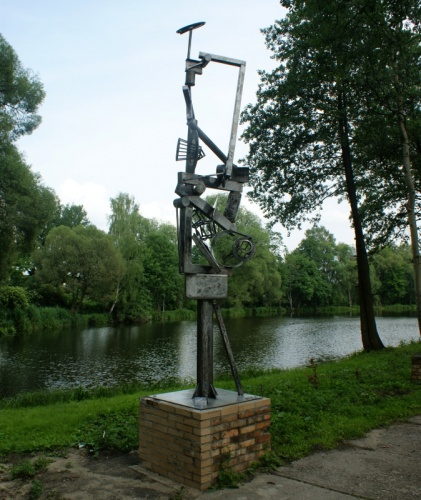
Miguel Angel Velit "Matematyczna rzeźba"
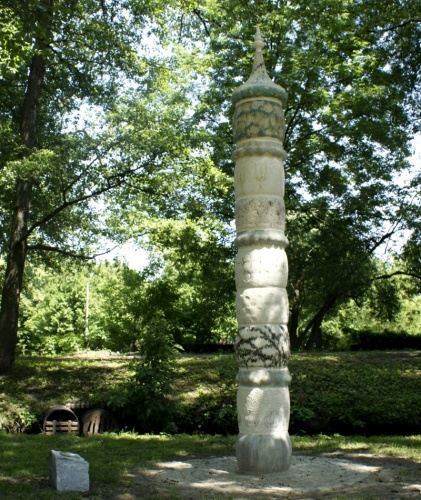
Elizabeth Olszewska "Fortuna"
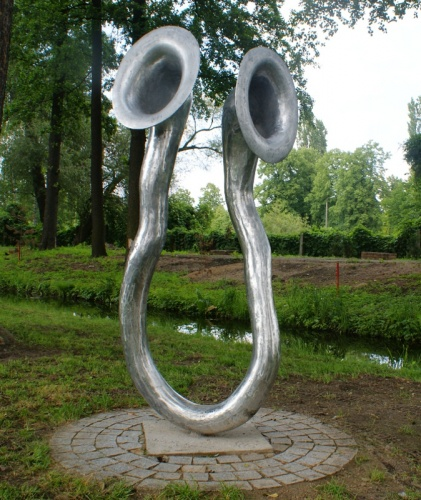
Joni Younkins-Herzog "Gadające Tuby"